# Kanton Sillé-le-Guillaume
Kanton Sillé-le-Guillaume is een kanton van het Franse departement Sarthe. Kanton Sillé-le-Guillaume maakt deel uit van het arrondissement Mamers en telde 29.965 inwoners in 2020.

## Gemeenten
Het kanton Sillé-le-Guillaume omvatte tot 2014 de volgende 10 gemeenten:
- Crissé
- Le Grez
- Mont-Saint-Jean
- Neuvillette-en-Charnie
- Parennes
- Pezé-le-Robert
- Rouessé-Vassé
- Rouez
- Saint-Rémy-de-Sillé
- Sillé-le-Guillaume (hoofdplaats)

Bij de herindeling van de kantons dor het decreet van 24 februari 2014, met uitwerkingop 22 maar 2015, werden daar volgende 40 gemeenten aan toegevoegd:
- Ancinnes
- Assé-le-Boisne
- Assé-le-Riboul
- Beaumont-sur-Sarthe
- Bérus
- Béthon
- Bourg-le-Roi
- Chérancé
- Chérisay
- Coulombiers
- Doucelles
- Douillet
- Fresnay-sur-Sarthe
- Fyé
- Gesnes-le-Gandelin
- Grandchamp
- Juillé
- Livet-en-Saosnois
- Maresché
- Moitron-sur-Sarthe
- Montreuil-le-Chétif
- Moulins-le-Carbonnel
- Oisseau-le-Petit
- Piacé
- Rouessé-Fontaine
- Saint-Aubin-de-Locquenay
- Saint-Christophe-du-Jambet
- Saint-Georges-le-Gaultier
- Saint-Germain-sur-Sarthe
- Saint-Léonard-des-Bois
- Saint-Marceau
- Saint-Ouen-de-Mimbré
- Saint-Paul-le-Gaultier
- Saint-Victeur
- Ségrie
- Sougé-le-Ganelon
- Thoiré-sous-Contensor
- Le Tronchet
- Vernie
- Vivoin

Op 1 januari 2019 werden de gemeenten Coulombiers en Saint-Germain-sur-Sarthe toegevoegd aan de gemeente Fresnay-sur-Sarthe die daarmee het statuut van 'commune nouvelle' kreeg.